# The Race of a Thousand Camels
The Race of a Thousand Camels (1998) è il primo album dei Bôa.

## Il disco
L'album è stato distribuito inizialmente soltanto in Giappone, ma grazie al successo ottenuto, soprattutto per via della hit Duvet diventata sigla d'apertura dell'anime Serial Experiments Lain, venne successivamente pubblicato in tutto il mondo con il titolo Twilight nel 2001, lavoro in cui comparvero anche diversi altri brani.
The Race of a Thousand Camels è un album alternative rock il cui sound è affidato quasi completamente a chitarre acustiche ed elettriche. Vi sono canzoni dal tono più duro come Fool e Deeply, ma la maggior parte dei brani ha atmosfere piuttosto soft come Elephant o Welcome. Menzione a parte va ad Anna Maria, canzone che chiude l'album con atmosfere latine.
Oltre a Duvet è presente anche Rain, precedentemente inserita nel singolo che accompagnava Serial Experiments Lain.

## Tracce
1. Fool — 5:06
2. Twilight — 3:48
3. Duvet — 3:23
4. Rain — 3:55
5. Elephant — 3:54
6. Scoring — 3:49
7. Deeply — 4:35
8. One Day — 2:41
9. Welcome — 5:06
10. For Jasmine — 5:18
11. Anna María — 4:03

## Formazione
- Alex Caird
- Ben Henderson
- Jasmine Rodgers
- Steve Rodgers
- Lee Sullivan
- Paul Turrell